# Lunor

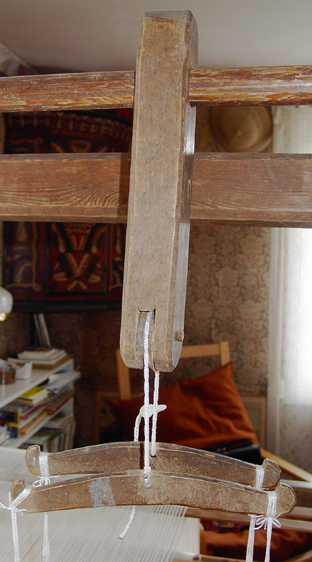
En luna med två nickepinnar.

Lunor (trissor) är de delar i vävstolen som håller nickepinnarna på plats och som därmed gör det möjligt för skaften att höjas och sänkas när man trampar på tramporna.
Lunorna är alltid minst två till antalet, men kan vara fyra om det är många skaft och man inte har tillgång till varianten av lunor som är avsedda för flera skaft, där grundprincipen bygger på trissor.
Lunor, liksom nickepinnar och skälstickor, uppträder alltid i flertal varför singularformen luna sällan används som ord.